# Randa Chahoud

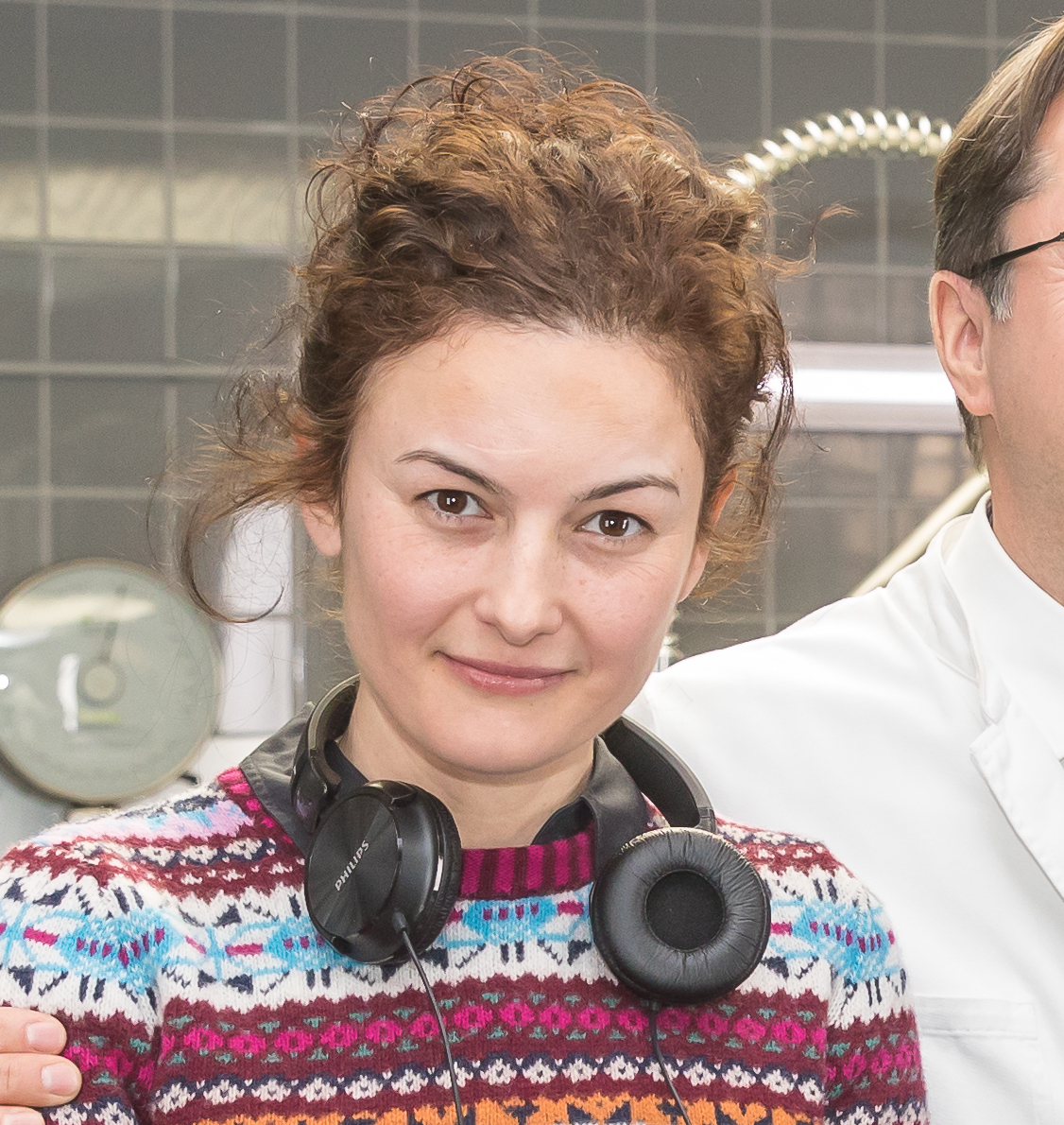
Randa Chahoud, 2019

Randa Chahoud (* 1975 in Berlin) ist eine deutsche Regisseurin, Autorin, Produzentin und Kamerafrau.

## Leben
Sie wurde 1975 als Tochter eines Syrers und einer Hamburgerin in Berlin geboren. 2006 machte sie ihren Abschluss als Regisseurin an der Deutschen Film- und Fernsehakademie Berlin (dffb). Während des Studiums arbeitete sie als Regisseurin für diverse Musik-Clips und Bandporträts (unter anderem für die 17 Hippies und die französische Band Les Hurlements d’Léo) und als Kamerafrau unter anderem für Britta Wauer, Birgit Grosskopf und Silvie Lazzarini. 2005 war Randa Chahoud Jurymitglied des Peace Award der Berlinale. Im selben Jahr wurde ihr vom französischen Nouveau Cirque inspiriertes Drehbuch Cirkofolie für den Deutschen Drehbuchpreis nominiert. 2005 gründete sie mit Dennis Jacobsen und Oliver Jahn die Filmproduktion „Kosmische Kollegen“. 2007 wurde Randa Chahoud für ihre Regiearbeit an der Science-Fiction-Serie Ijon Tichy: Raumpilot gemeinsam mit Dennis Jacobsen und Oliver Jahn beim Deutschen Fernsehpreis mit einem Förderpreis ausgezeichnet.

## Filmografie (Auswahl)
- 1998: Zauberlehrling (Kurzfilm)
- 1999: Aus den Sterntagebüchern des Ijon Tichy Part I + II  (Kurzfilme)
- 2001: Miststück (Kurzfilm)
- 2007–2011: Ijon Tichy: Raumpilot (Fernsehserie)
- 2019: Tatort: Lakritz
- 2019: Nur ein Augenblick
- 2021: Legal Affairs
- 2023: Deutsches Haus (Miniserie)

## Auszeichnungen
- 1999: Transmediale Berlin, Student Award für Aus den Sterntagebüchern des Ijon Tichy Part I + II
- 1999: Internationales Hamburger Filmfestival, Publikumspreis für Aus den Sterntagebüchern des Ijon Tichy Part I + II
- 1999: European Media Art Festival Bochum, Publikumspreis und Bester Spielfilm für Aus den Sterntagebüchern des Ijon Tichy Part I + II
- 1999: Filmfestival Kassel, Bester Spielfilm für Aus den Sterntagebüchern des Ijon Tichy Part I + II
- 1999: Up-and-Coming Filmfestival Hannover, Lobende Erwähnung für Aus den Sterntagebüchern des Ijon Tichy Part I + II
- 2002: Best Foreign Shortfilm Award auf dem RioCine Festival (Brasilien) für Miststück
- 2005: Nominierung Deutscher Drehbuchpreis für Cirkofolie
- 2007: Nominierung First Steps Award für Ijon Tichy: Raumpilot (1. Staffel)[1]
- 2007: Deutscher Fernsehpreis (Beste Regie) Förderpreis für Ijon Tichy: Raumpilot (1. Staffel)
- 2008: New York International Film and TV Festival, Bronze Medal für Ijon Tichy: Raumpilot (1. Staffel)
- 2008: Nominierung Adolf-Grimme-Preis für Ijon Tichy: Raumpilot (1. Staffel)
- 2012: Nominierung Grimme-Preis für Ijon Tichy: Raumpilot (2. Staffel)